# 황태손
황태손(皇太孫)은 황제의 적장손이자, 황태자의 적장자로 황위 계승 서열 2위에 해당한다. 황태손은 황태자가 요절했을 때, 황제가 그 아들 중에서 골라서 삼아 자신의 후계자로 삼기도 하였다. 그러나, 거의 황태손은 새 황제가 즉위했을 때, 새 황제에게 황태자와 함께 책봉받는다
경칭은 전하(殿下,Highness)이다 그리고 중국에서는 친왕의 장남 친왕세자를 전하 또는 군왕의 장남 일 경우 군왕장자 전하라고 한다.